# Джангліст
Джангліст (від англ. Junglist відповідно до іст-ендського діалекту «кокні», вимовляється джан-га-ліст) — молодіжна субкультура, натхненна драм-енд-бейс, що виникла у Великій Британії на початку 1990-х років і на даний момент є одним з основних рухів країни.
Зовнішній вигляд «справжнього» джангліста — одяг спортивного вигляду (футболка, кофта з капюшоном або простора сорочка, штани типу G-style, EVISU або Wrung Division), спортивне взуття і, на відміну від реперів, відсутність всіляких золотих прикрас. Манера поведінки і мова перейнята від руд-боїв.
Головна особливість джанглістського руху — його багатонаціональність. Воно існує не тільки у Великій Британії, але і в усьому світі.